# Microdipoena papuana
Espèce
Synonymes
- Mysmenella papuana Baert, 1984

Microdipoena papuana est une espèce d'araignées aranéomorphes de la famille des Mysmenidae.

## Distribution
Cette espèce est endémique de la province de Madang en Papouasie-Nouvelle-Guinée,.

## Description
La carapace du mâle holotype mesure 0,45 mm de long sur 0,44 mm de large sur 0,41 mm de haut.

## Étymologie
Son nom d'espèce lui a été donné en référence au lieu de sa découverte, la Papouasie.

## Publication originale
- Baert, 1984 : Spiders (Araneae) from Papua New Guinea. IV. Ochyroceratidae, Telemidae, Hadrotarsidae and Mysmenidae. Indo-Malayan Zoology, vol. 2, p. 225-244.